# ترالبا د ارپسا

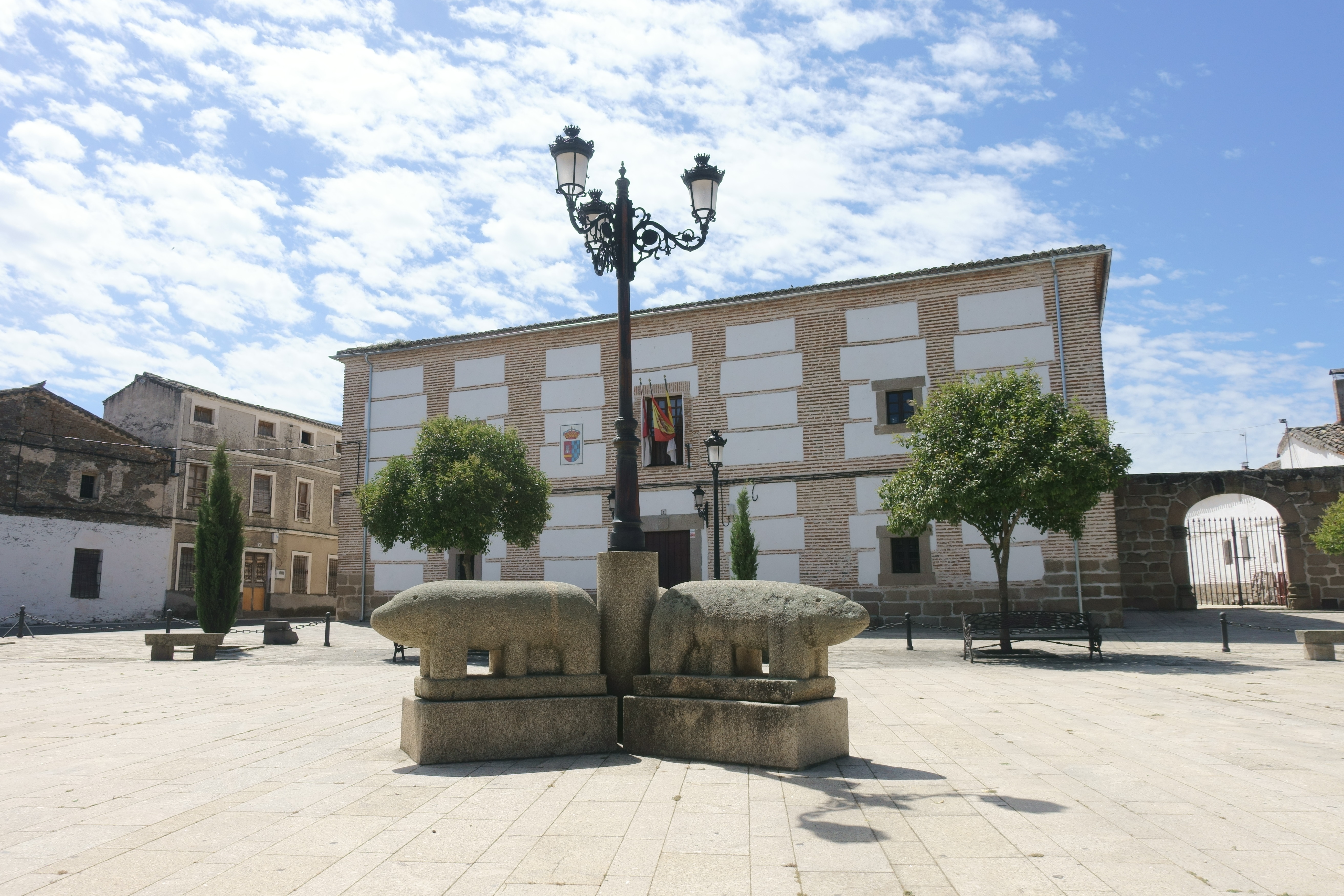
تصویری از یک بیمارستان در شهر

ترالبا د ارپسا (به اسپانیایی: Torralba de Oropesa) یک شهرستان در اسپانیا است که در استان تولدو واقع شده‌است.

## خصوصیات
ترالبا د ارپسا ۲۳ کیلومترمربع مساحت و ۲۹۸ نفر جمعیت دارد و ۳۹۶ متر بالاتر از سطح دریا واقع شده‌است.